# Finley Peter Dunne
Finley Peter Dunne (10 juillet 1867-24 avril 1937) est un humoriste, journaliste et écrivain américain, originaire de Chicago. En 1898, Dunne publie Mr. Dooley in Peace and in War, un recueil de ses sketches de Mr. Dooley, diffusés dans tout le pays.
S'exprimant avec le verbiage épais et l'accent d'un immigrant irlandais du comté de Roscommon, le personnage de fiction, Mr. Dooley, aborde les questions politiques et sociales de l'heure depuis son pub irlandais de South Side (Chicago). L'humour sournois et le sens politique de Dunne lui valent le soutien du président Theodore Roosevelt, qui est souvent la cible des attaques de Mr. Dooley. Les sketches de Dunne deviennent si populaires et si révélateurs de l'opinion publique qu'ils sont lus chaque semaine lors des réunions du cabinet de la Maison-Blanche.